# Страстотерпец

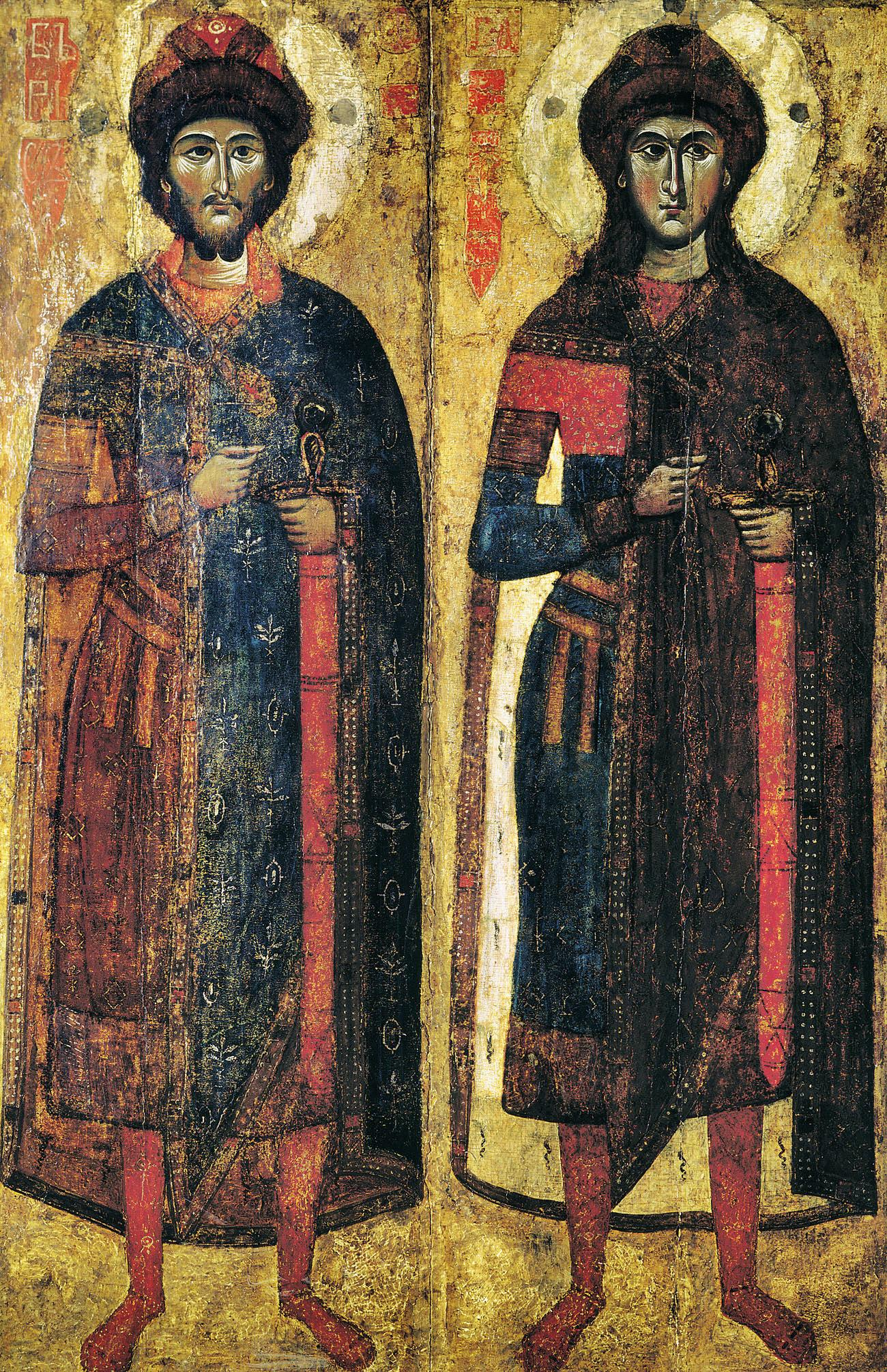
«Борис и Глеб». Икона, конец XIII века

Страстоте́рпец — так называют в Православной Церкви всех христианских мучеников, которые претерпели страдания (страсть, греч. πάθος, πάθημα, лат. passio) во имя Иисуса Христа. Но преимущественно же это наименование относится к лицам, которые приняли мученическую кончину не за христианскую веру, в отличие от мучеников и великомучеников, возможно даже от своих близких и единоверцев — в силу их злобы, корыстолюбия, коварства, сговора. Соответственно, в данном случае подчёркивается особый характер их подвига — беззлобие, что является одной из заповедей Иисуса Христа. Так, в частности, нередко именуются святые мученики Борис и Глеб, святой Димитрий Угличский. В 2000 году последний российский император Николай II и его семья, расстрелянные по решению Уральского Совета в 1918 году, были канонизированы в лике страстотерпцев.
По мнению бывшего члена Синодальной комиссии по канонизации святых протоиерея Георгия Митрофанова, «чин страстотерпцев с древности применяется только по отношению к представителям великокняжеских и царских родов». Тем не менее, ряд святых были прославлены в лике страстотерпцев, хотя и не относились к монаршим родам: Дула Египетский в древней церкви, Георгий Угрин в Древней Руси, Евгений Врач в РПЦ, Александр Шморель в РПЦЗ, мать Мария в КПЦ, Леонид Фёдоров у грекокатоликов.
Кратко подвиг страстотерпчества можно определить как страдание за исполнение Заповедей Божьих (Заповеди Иисуса Христа и Заповеди Закона Божьего), в отличие от мученичества — которое является страданием за свидетельство веры в Иисуса Христа (веры в Бога) во времена гонений и при попытках гонителей заставить отречься от веры.